# Католицька церква в Греції
Като́лицька це́рква в Гре́ції — друга християнська конфесія Греції. Складова всесвітньої Католицької церкви, яку очолює на Землі римський папа. Керується конференцією єпископів. Станом на 2004 рік у країні нараховувалося близько 123 000 католиків (1,04% від усього населення). Існувало 11 діоцезій, які об'єднували 86 церковних парафій.  Кількість  священиків — 90 (з них представники секулярного духовенства — 53, члени чернечих організацій — 37), постійних дияконів — 3, монахів — 65, монахинь — 124.